# Isamu Matsuura
Isamu Matsuura (松浦 勇武 Matsuura Isamu?), född 12 augusti 1991 i Shizuoka prefektur, är en japansk före detta fotbollsspelare.
Matsuura började sin karriär 2010 i Shonan Bellmare. 2012 flyttade han till FC Ryukyu. Han avslutade karriären 2013.